# Rugby Calvisano 2007-2008

## Super 10 2007-08

### Stagione regolare
| Incontro                    | Andata | Ritorno |
| --------------------------- | ------ | ------- |
| Calvisano — Capitolina      | 23-24  | 23-6    |
| Calvisano — Petrarca        | 27-10  | 48-17   |
| Viadana — Calvisano         | 29-18  | 13-15   |
| GRAN Parma — Calvisano      | 38-20  | 6-51    |
| Benetton — Calvisano        | 18-13  | 12-24   |
| Calvisano — Amatori Catania | 52-5   | 31-10   |
| Veneziamestre — Calvisano   | 7-29   | 20-72   |
| Calvisano — Parma           | 20-10  | 20-19   |
| Rovigo — Calvisano          | 6-24   | 9-8     |

#### Risultati della stagione regolare
| Posizione | G  | V  | N | P | PF  | PS  | DP   | B | Pt |
| --------- | -- | -- | - | - | --- | --- | ---- | - | -- |
| 1ª        | 18 | 13 | 0 | 5 | 518 | 259 | +259 | 8 | 60 |

### Fase finale
| Turno | Incontro             | Andata | Ritorno |
| ----- | -------------------- | ------ | ------- |
| SF    | Petrarca — Calvisano | 18-20  | 13-20   |
| F     | Calvisano — Benetton | 20-3   | 20-3    |

## Heineken Cup 2007-08

### Spareggio italo-celtico
| Incontro                 | Risultato |
| ------------------------ | --------- |
| Newport G.D. — Calvisano | 22-15     |

## European Challenge Cup 2007-08

### Prima fase
| Incontro                   | Andata | Ritorno |
| -------------------------- | ------ | ------- |
| Calvisano — Dax            | 54-19  | 0-22    |
| Castres — Calvisano        | 61-28  | 27-9    |
| Leeds Carnegie — Calvisano | 45-5   | 26-27   |

#### Risultati della prima fase
| Posizione | G | V | N | P | PF  | PS  | DP  | B | Pt |
| --------- | - | - | - | - | --- | --- | --- | - | -- |
| 3ª        | 6 | 2 | 0 | 4 | 123 | 200 | -77 | 1 | 9  |

## Coppa Italia 2007-08

### Prima fase
| Incontro                    | Risultato |
| --------------------------- | --------- |
| Amatori Catania — Calvisano | 13-22     |
| Calvisano — Capitolina      | 26-11     |
| Calvisano — Parma           | 17-28     |
| Viadana — Calvisano         | 27-17     |

#### Risultati della prima fase
| Posizione | G | V | N | P | PF | PS | DP | B | Pt |
| --------- | - | - | - | - | -- | -- | -- | - | -- |
| 3ª        | 4 | 2 | 0 | 2 | 82 | 79 | +3 | 2 | 10 |

## Verdetti
- Calvisano campione d'Italia 2007-08.
- Calvisano qualificato alla Heineken Cup 2008-09.
- Calvisano qualificato per la Supercoppa italiana 2008.